# Чемпіонат світу з трейлу 2019
Чемпіонат світу з трейлу 2019 був проведений 8 червня на трейлевій трасі довжиною 44 км з набором висот 2120 м, прокладеній в Міранда-ду-Корву.
Були розіграні 4 комплекти медалей (по 2 в особистому та командному заліках серед чоловіків та жінок). Кожна країна мала право заявити до участі в чемпіонаті по 9 спортсменів кожної статті. З них мали бути зазделегідь визначені шестеро, результати яких брались організаторами змагань для визначення місць країн-учасниць у командному заліку.
Склад збірної України на чемпіонат світу був затверджений виконавчим комітетом ФЛАУ.

## Призери

### Чоловіки
| Першість | Золото               | Золото  | Срібло              | Срібло  | Бронза               | Бронза  |
| -------- | -------------------- | ------- | ------------------- | ------- | -------------------- | ------- |
| Особиста | Джонатан Олбон (GBR) | 3:35.34 | Жульєн Ранкон (FRA) | 3:37.47 | Крістіан Матіс (CHE) | 3:40.34 |
| Командна | Франція              |         | Велика Британія     |         | Іспанія              |         |

### Жінки
| Першість | Золото                  | Золото  | Срібло          | Срібло  | Бронза             | Бронза  |
| -------- | ----------------------- | ------- | --------------- | ------- | ------------------ | ------- |
| Особиста | Бландін Лірондель (FRA) | 4:06.15 | Рут Крофт (NZL) | 4:14.27 | Шейла Авілес (ESP) | 4:15.03 |
| Командна | Франція                 |         | Іспанія         |         | Румунія            |         |

## Виступ українців

### Чоловіки
| Місце | Атлет                   | Результат |
| ----- | ----------------------- | --------- |
| 68    | Сергій Попов (Квм)      | 4:09.25   |
| 125   | Валерій Макарук         | 4:34.59   |
| 143   | Олександр Скороход      | 4:45.52   |
| 150   | Сергій Сапіга           | 4:51.38   |
| 152   | Олексій Борисенко (Квм) | 4:53.53   |
| 158   | Олексій Мельник         | 5:00.59   |
| 183   | Костянтин Желєзов (Квм) | 5:17.38   |
| 186   | Валерій Шипунов         | 5:22.07   |
| 193   | Богдан Онищенко         | 5:34.59   |

### Жінки
| Місце | Атлетка            | Результат |
| ----- | ------------------ | --------- |
| 62    | Юлія Тарасова (Од) | 5:08.07   |
| 106   | Дарія Боднар       | 5:29.58   |
| 132   | Юлія Божко         | 5:52.51   |
| 138   | Ольга Донченко     | 5:59.29   |
| 141   | Олена Хашко (Квм)  | 6:09.41   |
| 154   | Яна Кулікова       | 7:01.27   |
| 155   | Катерина Тернова   | 7:01.27   |